# Leopoldamys siporanus
Il ratto gigante dalla coda lunga delle Mentawai (Leopoldamys siporanus Thomas, 1895) è un roditore della famiglia dei Muridi, endemico delle Isole Mentawai.

## Descrizione
Roditore di grandi dimensioni, con lunghezza della testa e del corpo tra 252 e 282 mm, la lunghezza della coda tra 301 e 318 mm, la lunghezza del piede tra 51 e 55 mm e la lunghezza delle orecchie tra 24 e 28 mm.

La pelliccia è ruvida, rigida e spinosa, particolarmente sulla schiena, il colore delle parti superiori è rossiccio brizzolato. La testa è nerastra. Le parti ventrali sono bianche, con una linea di demarcazione netta sui fianchi. Le parti dorsali delle mani e dei piedi sono simili al dorso, mentre i lati sono bianchi. Le orecchie sono arrotondate e praticamente prive di peli. La coda è molto più lunga della testa e del corpo, è spessa, con la metà terminale bianca e con circa 7-8 anelli di scaglie per centimetro. 

## Biologia

### Comportamento
È una specie arboricola.

## Distribuzione e habitat
Questa specie è diffusa nelle Isole Mentawai: Pagai del nord, Pagai del sud, Sipora e Siberut.
Vive nelle foreste pluviali tropicali di pianura.

## Conservazione
La IUCN Red List, considerato l'areale ristretto e il declino continuo del proprio habitat,, classifica M.siporanus come specie in pericolo (EN).